# Cheonan City FC
Cheonan City FC ist ein Fußballfranchise aus Cheonan, Südkorea. Der Verein spielt aktuell in der K3 League, der dritthöchsten Spielklasse Südkoreas.

## Geschichte

### Premierenspielzeit (2008)
Offiziell gegründet wurde der Verein am 9. Januar 2008. Als erster Trainer des Vereins wurde Jang Ki-mun vorgestellt. Die Premierenspielzeit beendete der Verein auf Platz 10 nach zwischenzeitlich Platz 7 am Ende der Hinrunde.
Auch im Pokal war der Verein erfolgreich und gewann zweimal jeweils im Elfmeterschießen: in Runde 1 im Stadtderby gegen Cheonan FC aus der Dritten Liga und in der darauffolgenden Runde gegen die Soongsil-Universität. In der 3. Hauptrunde kam das Aus gegen den Ligakonkurrenten Ulsan Hyundai Mipo Dockyard Dolphin FC, als sie mit 0:2 verloren.
Der Verein trat des Weiteren auch im Ligapokal an, allerdings kam die Mannschaft von Jang Ki-mun nicht über die Gruppenphase hinaus.
Nach Ende der Spielzeit wurde der Vertrag mit Jang Ki-mun nicht weiter verlängert, sodass er am Ende der Spielzeit den Verein verließ. Sein Nachfolger wurde Ha Jae-hun.

### Ha Jae-hun-Ära (2009–2011)
Seine erste Spielzeit als Trainer beendete Ha Jae-hun mit seiner Mannschaft auf einem enttäuschenden 10. Platz.
Auch im Pokal schied man in der ersten Pokalrunde gegen Erstligisten Daejeon Citizen FC mit 0:2 aus. Im Ligapokal kam man erneut nicht über die Gruppenphase hinaus.
In der Spielzeit 2010 verbesserte der Verein sich auf den 4. Platz.
Im Pokal schied der Verein jedoch wieder früh in der 3. Runde gegen Ligakonkurrenten Gangneung City FC aus. Das Spiel endete in der Verlängerung mit 1:2. Auch in diesem Jahr kam zudem der Verein nicht über die Gruppenphase im Ligapokal hinaus.
In seinem dritten Jahr als Cheftrainer beendete der Verein die Spielzeit wieder auf Platz 9. Auch im Pokal schied der Verein in ihrer ersten Runde gegen Busan IPark mit 1:2 früh aus. Diesmal verlief der Ligapokal jedoch besser. Die Gruppenphase beendete der Verein auf Platz 2 und konnte sich somit erstmals für die K.O.-Runde des Ligapokals qualifizieren. Im Viertelfinale trat der Verein gegen Police FC an, welches sie allerdings mit 0:1 verloren. Am Ende der Spielzeit musste auch Ha Jae-hun den Verein verlassen. Für ihn kam Kim Tae-su.

### Kim Tae-su (2012–2013)
Die erste Spielzeit von Kim Tae-su verlief schlecht. In der Liga beendete der Verein die Spielzeit auf dem vorletzten Platz, auf Platz 13. Auch im Pokal schied der Verein in ihrer ersten Runde gegen Jeonbuk Hyundai Motors mit 1:3 aus. Im Ligapokal schied der Verein erneut in der Gruppenphase aus. Die Spielzeit 2013 wurde die schlechteste Spielzeit in ihrer KNL-Geschichte. Der Verein beendete die Spielzeit auf dem letzten Tabellenplatz und wurde nur 10. Auch im Pokal schied der Verein erneut in der ersten Pokalrunde aus. Gegen die Konkuk-Universität musste sich der Verein mit 2:3 im Elfmeterschießen geschlagen geben. Im Ligapokal konnte der Verein hingegen wieder Erfolge verzeichnen. In der Gruppenphase belegte die Mannschaft von Kim Tae-su den 2. Platz und qualifizierte sich somit wieder für die K.O.-Runde. Im Halbfinale traten sie gegen Mokpo City FC an, gegen den sie sich im Elfmeterschießen mit 4:3 durchsetzen konnten. Im Finale musste sich der Verein mit 0:5 gegen Incheon Korail FC geschlagen geben. Am Ende der Spielzeit wurde auch der Vertrag von Kim Tae-su aufgrund der sehr schlechten Ligaergebnisse nicht verlängert, sodass er nach zwei Spielzeiten den Verein wieder verlassen musste. Für ihn kam Dang Seong-jeung.

### Dang Seong-jeung-Ära (2014–2019)
Unter Dang Seong-jeung hatte der Verein die erfolgreichste Ära gehabt. In seiner ersten Spielzeit beendete der Verein die Liga auf Platz 7. Auch im Pokal verbesserte sich der Verein wieder. In ihrer ersten Runde empfingen sie den Viertligisten Yangju Citizen FC. Das Spiel gewann der Verein mit 3:2 dank eines Tores in der 107. Spielminute. In der 3. Hauptrunde empfing der Verein anschließend die Hannam-Universität. Das Pokalspiel konnte der Verein mit 1:0 für sich entscheiden. Im Achtelfinale empfing der Verein nun Sangju Sangmu FC. Das Pokalspiel ging denkbar knapp mit 0:1 verloren. Im Ligapokal schied der Verein diesmal erneut in der Gruppenphase aus, nachdem in der letzten Spielzeit das Finale sogar erreicht werden konnte. Die zweite Ligaspielzeit von Dang Seong-jeung verlief eher schleppend. Am Ende stand der Verein nur auf Platz 8. Im Pokal hingegen, kam der Verein wieder weit. In ihrer ersten Runde empfingen sie diesmal Icheon Citizen FC. Das Spiel ging mit 1:1 zu Ende, ehe sich die Mannschaft von Dang Seong-jeung mit 5:4 im Elfmeterschießen durchsetzen konnte. Auch in der nächsten Runde konnte sich der Verein erfolgreich durchsetzen. In der 4. Hauptrunde empfing diesmal Dang Seung-jeungs Mannschaft die Korea-University-Mannschaft. Die Mannschaft konnte sich nach 90 Minuten mit 4:1 erfolgreich durchsetzen. Im Achtelfinale ging es anschließend gegen Incheon United FC. Das Spiel ging durch einen Gegentreffer in der 84. Spielminute mit 0:1 verloren. Auch diesmal schied der Verein im Ligapokal direkt in der Gruppenphase aus.
Die Ligaspielzeit 2016 verlief für Dang Seong-jeung deutlich besser. In der Liga verpasste der Verein wegen der schlechteren Tordifferenz denkbar knapp die Meisterschaftsrunde. Am Ende reichte es nur für den 5. Tabellenplatz. Im Pokal hingegen schied der Verein früh aus. In ihrer ersten Pokalrunde traten sie gegen den Ligakonkurrenten Gyeongju KHNP FC an, gegen welchen sie mit 0:1 knapp unterlagen. Auch im Ligapokal schied der Verein als Gruppen-Vorletzter sehr früh aus dem Wettbewerb aus. Die vierte Spielzeit unter Dang Seong-jeung verlief sehr gut. Der Verein konnte sich erstmals dank des 3. Tabellenplatzes für die Meisterschaftsrunde qualifizieren. Am Ende fehlten dem Verein nur zwei Punkte, um sich direkt für das Finale der Meisterschaftsrunde zu qualifizieren. Im Halbfinale ging es nun gegen den 2. Platzierten der Liga, Gimhae City FC. Das Hinspiel ging mit 2:2 unentschieden aus, während das Rückspiel knapp mit 0:1 verloren ging. Im Vereinspokal schied hingegen die Mannschaft erneut früh aus. In ihrer ersten Runde, verloren sie das Heimspiel knapp mit 1:2 gegen Daejeon Citizen FC. Im Ligapokal kam der Verein hingegen wieder über die Gruppenphase hinaus. Als Zweitplatzierter in der Gruppenphase, qualifizierte sich der Verein wieder für das Halbfinale. Dort ging es gegen Daejeon Korail FC. Das Spiel ging regulär mit einem 1:1 zu Ende. Durch das Elfmeterschießen konnte sich der Verein mit 7:6 letztendlich durchsetzen. Im Finale ging es anschließend gegen Changwon City FC. Auch dieses Spiel endete regulär mit einem 2:2-Unentschieden. Im Elfmeterschießen unterlag die Mannschaft allerdings knapp mit 3:4.
An seinen Liga-Erfolg konnte er in der darauffolgenden Saison anknüpfen. Auch diese Spielzeit konnte er als 3. Platzierter wieder beenden und sich somit für die Meisterschaftsrunde erneut qualifizieren. Auch diesmal traten sie gegen Gimhae City FC an. Das Hinspiel ging zuhause mit 2:3 knapp verloren, während der Verein im Rückspiel mit 0:3 deutlich unterlag. Im Pokal lief es hingegen wieder besser. In ihrer ersten Runde traten sie gegen die Jeonju-Universität an. Das Spiel konnten sie mit 2:1 für sich entscheiden. In der 4. Hauptrunde traten sie nun gegen Gangneung City FC an. Die Mannschaft von Dang Seong-jeung konnte sich letztendlich in der Verlängerung mit 2:1 durchsetzen. Im Achtelfinale empfingen sie nun Suwon Samsung Bluewings. Das Spiel endete regulär mit einem 2:2, während in der Verlängerung das Spiel noch mit 2:4 verloren ging. Auch im Ligapokal, kam der Verein wieder über die Gruppenphase hinaus. Im Halbfinale unterlag der Verein knapp mit 1:2 gegen Daejeon Korail FC.
2019 wurde die letzte Spielzeit in der Korea National League. Die letzte Spielzeit in der KNL beendete seine Mannschaft auf Platz 2. In der darauffolgenden Meisterschaftsrunde trat der Verein diesmal gegen Gyeongju KHNP FC an. Das Hinspiel unterlag der Verein mit 0:2. Das Rückspiel ging mit einem 2:2-Unentschieden zu Ende. Im Pokal, kam der Verein wieder weit. In seiner ersten Runde trat der Verein bei Busan IPark FC an. Das Spiel konnten sie überraschend mit 1:0 für sich entscheiden. In der 4. Hauptrunde trat der Verein zuhause gegen Mokpo City FC erneut an. Das Spiel ging in der Verlängerung mit 1:0 gewonnen. Im Achtelfinale traten sie anschließend beim Viertligisten Hwaseong FC an. Das Spiel ging mit einem 2:2-Unentschieden zu Ende. Im anschließenden Elfmeterschießen verlor der Verein knapp mit 3:4. In der letzten Ligapokal-Austragung kam der Verein nicht über die Gruppenphase hinaus und schied wieder früh aus. Nach Ende der Spielzeit verließ Dang Seong-jeung den Verein. Sein Nachfolger wurde Kim Tae-yeong.

### Gegenwart
Anfang Oktober 2019 gab der Verein bekannt, sich der neuen K3 League anzuschließen. Die Premierenspielzeit in der neuen K3 League verlief enttäuschend. Am Ende der regulären Spielzeit stand der Verein nur auf Platz 10 und qualifizierte sich somit nur für die Abstiegsrunde. In der Abstiegsrunde beendete man die Spielzeit auf Platz 11. Auch im Pokal schied man früh aus. In ihrer ersten Runde trafen sie auf Gimhae City FC, welchen man mit 2:4 unterlag. In der darauffolgenden Spielzeit, konnte sie die Mannschaft von Kim Tae-su deutlich steigern. Am Ende der regulären Spielzeit stand der Verein auf Tabellenplatz 1 und stand somit direkt im Finale der Ligameisterschaft. Dort trafen sie auf den Ligakonkurrenten Gimpo FC. Das Hinspiel ging mit 0:1 in Gimpo verloren. Beim Rückspiel in Cheonan, stand es bis zur 92. Spielminute 2:0, ehe Gimpo FC innerhalb von 2 Minuten das Spiel zu einem 2:2 drehen konnte und somit die Ligameisterschaft gewann. Das Team von Kim Tae-su musste sich mit der Vizemeisterschaft zufriedengeben. Im Pokal hingegen schieden sie schon früh aus. In ihrer ersten Hauptrunde traten sie beim Zweitligisten FC Anyang an, bei dem sie allerdings mit 1:5 deutlich unterlegen waren.

### Professionalisierung des Vereins
Seit Anfang der 2010er Jahre bestehen Pläne für eine Professionalisierung des Vereins. Die Stadt Cheonan treibt die Pläne aktiv seit 2019 voran. Aktuell wird auf einem freiliegenden Gelände ein Trainingszentrum errichtet, welches den Standards des Profifußballs entsprechen soll. Für die weitere Professionalisierung zog der Verein Anfang 2020 wieder zurück in das Cheonan-Stadion. Die Stadt plant 2022 einen Antrag bei der K League auf Beitritt des Vereins zu stellen. Finanziert werden soll der Verein jährlich mit 5 Milliarden Won aus der Stadt. Ende Juni 2022 reichte die Stadt einen Antrag auf Mitgliedschaft in der K League ein.

## Historie-Übersicht
| Saison          | Liga                  | Kl. | Vereine | Spiele | Pl. | S  | U  | N  | Tore  | Pkt. | KFA Cup       | Play-Off           | KNL-Ligapokal | Trainer                                                     |
| Cheonan City FC |                       |     |         |        |     |    |    |    |       |      |               |                    |               |                                                             |
| 2008            | Korea National League | 2   | 14      | 13     | 7.  | 5  | 4  | 4  | 18:15 | 19   | 4. Hauptrunde | Nicht qualifiziert | Gruppenphase  | Jang Ki-mun                                                 |
| 2008            | Korea National League | 2   | 14      | 13     | 11. | 3  | 4  | 6  | 22:27 | 13   | 4. Hauptrunde | Nicht qualifiziert | Gruppenphase  | Jang Ki-mun                                                 |
| 2009            | Korea National League | 2   | 14      | 13     | 10. | 4  | 3  | 6  | 14:18 | 15   | 4. Hauptrunde | Nicht qualifiziert | Gruppenphase  | Ha Jae-hun                                                  |
| 2009            | Korea National League | 2   | 13      | 12     | 10. | 4  | 1  | 7  | 15:13 | 13   | 4. Hauptrunde | Nicht qualifiziert | Gruppenphase  | Ha Jae-hun                                                  |
| 2010            | Korea National League | 2   | 15      | 14     | 7.  | 6  | 3  | 5  | 21:17 | 21   | 3. Hauptrunde | Nicht qualifiziert | Gruppenphase  | Ha Jae-hun                                                  |
| 2010            | Korea National League | 2   | 15      | 14     | 4.  | 8  | 2  | 4  | 23:13 | 26   | 3. Hauptrunde | Nicht qualifiziert | Gruppenphase  | Ha Jae-hun                                                  |
| 2011            | Korea National League | 2   | 14      | 26     | 9.  | 9  | 8  | 9  | 31:31 | 35   | 3. Hauptrunde | Nicht qualifiziert | Viertelfinale | Ha Jae-hun                                                  |
| 2012            | Korea National League | 2   | 14      | 26     | 13. | 6  | 1  | 19 | 25:45 | 19   | 3. Hauptrunde | Nicht qualifiziert | Gruppenphase  | Kim Tae-su                                                  |
| 2013            | Korea National League | 3   | 10      | 27     | 10. | 6  | 5  | 16 | 29:51 | 23   | 2. Hauptrunde | Nicht qualifiziert | Finale        | Kim Tae-su                                                  |
| 2014            | Korea National League | 3   | 10      | 27     | 7.  | 10 | 4  | 13 | 25:30 | 34   | Achtelfinale  | Nicht qualifiziert | Gruppenphase  | Dang Seong-jeung                                            |
| 2015            | Korea National League | 3   | 10      | 27     | 8.  | 6  | 10 | 11 | 27:39 | 28   | Achtelfinale  | Nicht qualifiziert | Gruppenphase  | Dang Seong-jeung                                            |
| 2016            | Korea National League | 3   | 10      | 27     | 5.  | 10 | 9  | 8  | 34:31 | 39   | 3. Hauptrunde | Nicht qualifiziert | Gruppenphase  | Dang Seong-jeung                                            |
| 2017            | Korea National League | 3   | 8       | 28     | 3.  | 15 | 4  | 9  | 37:33 | 49   | 3. Hauptrunde | Halbfinale         | Finale        | Dang Seong-jeung                                            |
| 2018            | Korea National League | 3   | 8       | 28     | 3.  | 13 | 7  | 8  | 33:32 | 46   | Achtelfinale  | Halbfinale         | Halbfinale    | Dang Seong-jeung                                            |
| 2019            | Korea National League | 3   | 8       | 28     | 2.  | 12 | 8  | 8  | 32:33 | 44   | Achtelfinale  | Halbfinale         | Gruppenphase  | Dang Seong-jeung                                            |
| Cheonan City FC |                       |     |         |        |     |    |    |    |       |      |               |                    |               |                                                             |
| 2020            | K3 League             | 3   | 16      | 22     | 11. | 9  | 6  | 7  | 27:25 | 33   | 2. Hauptrunde | Nicht qualifiziert | -             | Kim Tae-yeong                                               |
| 2021            | K3 League             | 3   | 15      | 28     | 1.  | 16 | 6  | 6  | 50:25 | 54   | 2. Hauptrunde | Finalist           | -             | Kim Tae-yeong                                               |
| 2022            | K3 League             | 3   | 16      | 30     |     |    |    |    | -:-   |      | 2. Hauptrunde |                    | -             | Kim Tae-yong (–.08.2022) Jo Seong-yong (Interim) (08.2022–) |
| 2023            | K League 2            | 2   |         |        |     |    |    |    | -:-   |      |               |                    |               |                                                             |

## Stadion
| Stadion | Name                  | Eigentümer              | Eröffnung | Nutzungszeitraum | Nutzungszeitraum |
| Stadion | Name                  | Eigentümer              | Eröffnung | Von              | Bis              |
| ------- | --------------------- | ----------------------- | --------- | ---------------- | ---------------- |
|         | Cheonan-Stadion       | Stadtverwaltung Cheonan | 2001      | 2007 2020        | 2011 2021        |
|         | Cheonan-Fußballcenter | Stadtverwaltung Cheonan | 2009      | 2011 2022        | 2019 2022        |

## Spieler
Stand: 3. März 2025
| Nr. |           | Position | Name               |
| --- | --------- | -------- | ------------------ |
| 1   | Korea Sud | TW       | Park Ju-won        |
| 2   | Korea Sud | AB       | Shin Han-gyeol     |
| 3   | Korea Sud | AB       | Lee Woong-hee      |
| 4   | Korea Sud | AB       | Kang Young-hun     |
| 5   | Korea Sud | AB       | Choi Jin-woong     |
| 6   | Korea Sud | MF       | Lee Jong-sung      |
| 7   | Korea Sud | AB       | Lee Sang-jun       |
| 8   | Korea Sud | MF       | Lee Kwang-jin      |
| 9   | Serbien   | ST       | Pavle Ivelja       |
| 10  | Mali      | MF       | Aboubacar Toungara |
| 11  | Korea Sud | MF       | Lee Ji-hoon        |
| 13  | Korea Sud | ST       | Kim Seo-jin        |
| 14  | Korea Sud | ST       | Koo Jong-uk        |
| 15  | Korea Sud | MF       | Kim Won-sik        |
| 16  | Korea Sud | MF       | Kim Sung-joon      |
| 17  | Korea Sud | ST       | Myung Jun-jae      |
| 18  | Korea Sud | ST       | Lee Jeong-hyeop    |
| 19  | Korea Sud | MF       | Jin Ui-jun         |
| 20  | Korea Sud | AB       | Ha Jae-min         |
| 21  | Korea Sud | TW       | Je Jong-hyeon      |

| Nr. |           | Position | Name           |
| --- | --------- | -------- | -------------- |
| 22  | Korea Sud | AB       | Yang Jun-young |
| 23  | Korea Sud | MF       | Lee Poong-beom |
| 24  | Korea Sud | AB       | Lee Sang-myung |
| 25  | Korea Sud | AB       | Ma Sang-hoon   |
| 26  | Korea Sud | AB       | Kim Young-sun  |
| 27  | Korea Sud | ST       | Han Jae-hoon   |
| 28  | Korea Sud | AB       | Lee Hae-dam    |
| 29  | Korea Sud | AB       | Yoo Eun-sang   |
| 30  | Korea Sud | ST       | Moon Geon-ho   |
| 31  | Korea Sud | TW       | Heo Ja-ung     |
| 32  | Korea Sud | MF       | Shin Hyung-min |
| 33  | Korea Sud | MF       | Son Jeong-min  |
| 34  | Korea Sud | ST       | Lee Yea-chan   |
| 37  | Korea Sud | ST       | Park Joon-kang |
| 39  | Korea Sud | AB       | Eo Eun-gyul    |
| 41  | Korea Sud | TW       | Kim Jung-hwan  |
| 77  | Korea Sud | ST       | Jung Yoo-chan  |
| 88  | Korea Sud | ST       | Jung Seok-hwa  |
| 90  | Korea Sud | AB       | Goo Dae-young  |
| 99  | Korea Sud | ST       | Kim Ryun-do    |

## Fanszene
Die Fanszene des Vereins besteht aus einer Hauptultrasgruppierung, den Zephyrus (deutsch ‚der vom Berge Kommende‘).